# Matlapana
Matlapana is een dorp in het district North-West in Botswana. De plaats telt 1449 inwoners (2011).